# Nesogenes glandulosus
Nesogenes glandulosus är en snyltrotsväxtart som först beskrevs av Scott Elliot, och fick sitt nu gällande namn av Gottfried Wilhelm Johannes Mildbraed. Nesogenes glandulosus ingår i släktet Nesogenes och familjen snyltrotsväxter. Inga underarter finns listade i Catalogue of Life.